# ال‌بورخ
ال‌بورخ (به هلندی: Elburg) یک شهرک با حقوق شهرک و روستای سابق، شهرستان و روستا در هلند است که در خلدرلاند واقع شده‌است. ال‌بورخ ۱ متر بالاتر از سطح دریا واقع شده‌است.

## نگارخانه

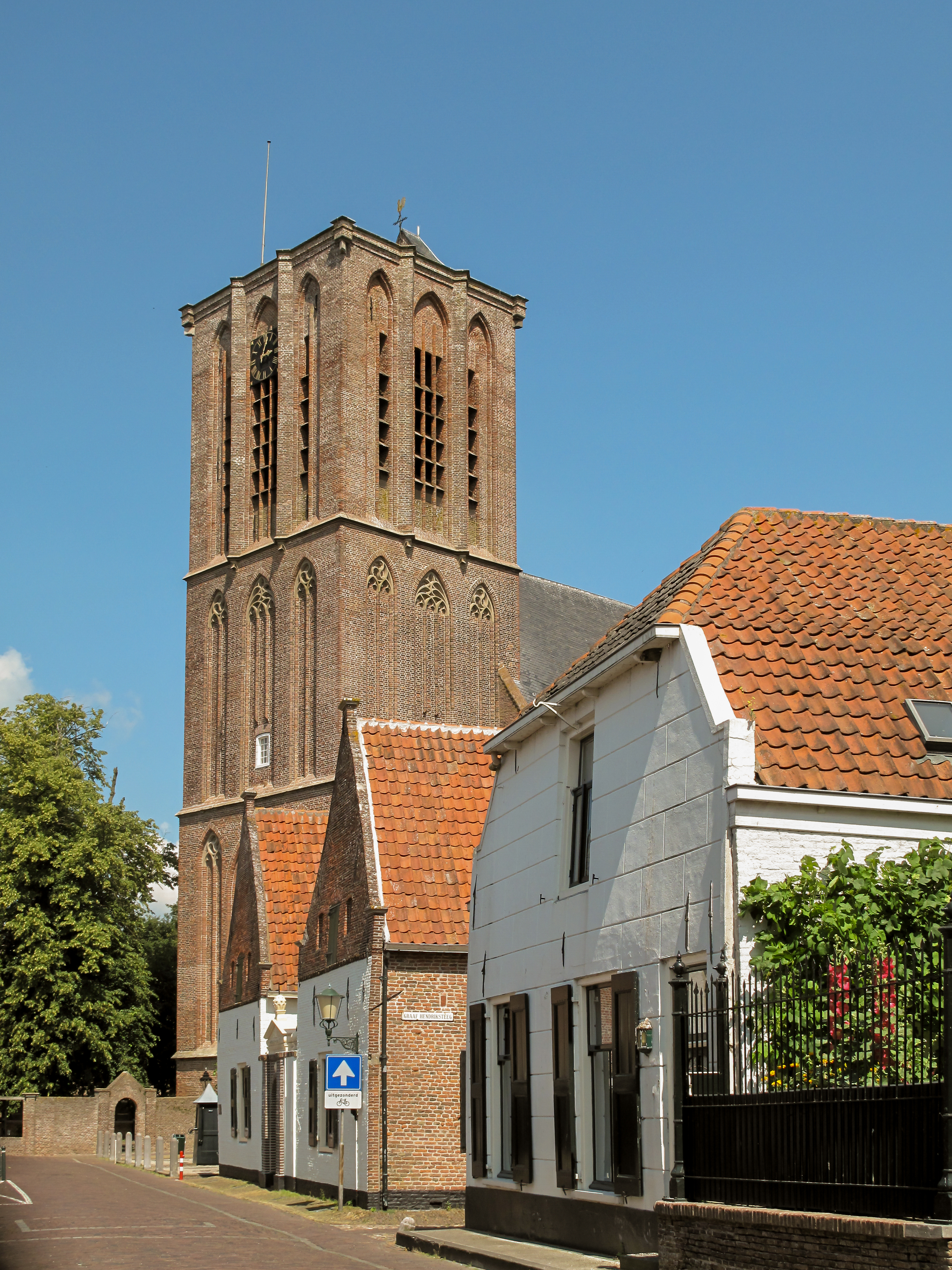
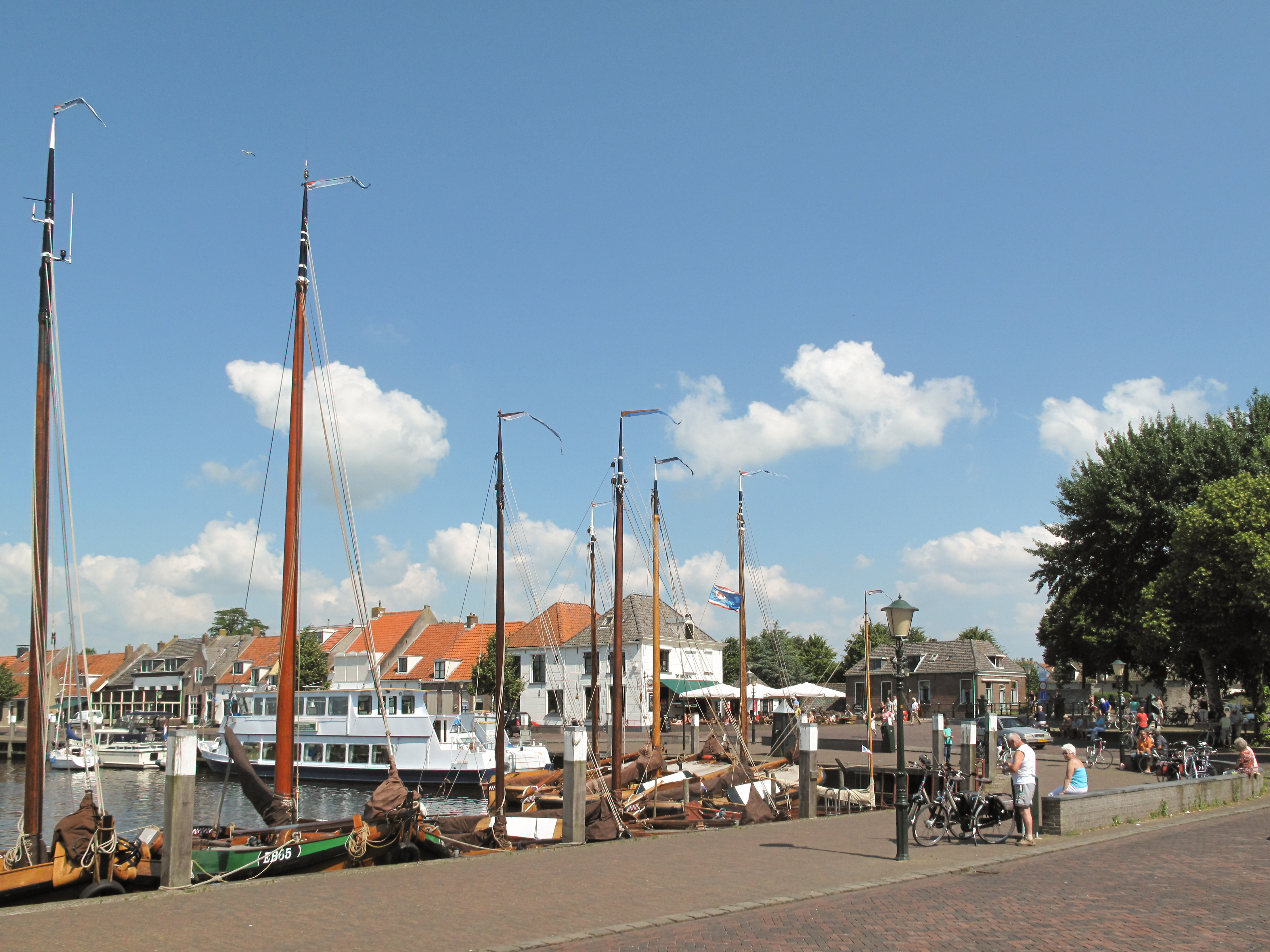
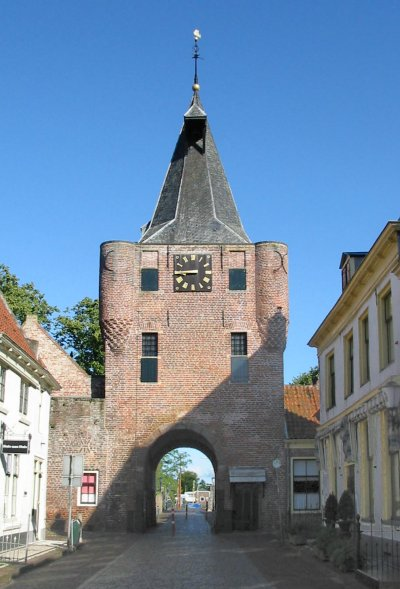
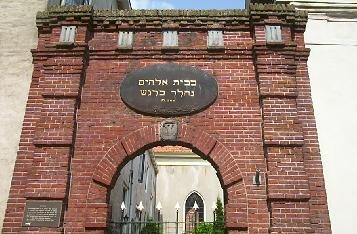